# Chiesa di San Francesco all'Incontro
La chiesa e il convento di San Francesco all'Incontro si trovano in località L'Incontro, zona Villamagna, nel comune di Bagno a Ripoli in provincia di Firenze.

## Storia e descrizione
Sulla sommità della collina dell'Incontro sorgevano un fortilizio e un oratorio dedicato a san Macario. 
Nel 1717 san Leonardo da Porto Maurizio vi edificò un ospizio per religiosi. 
Il convento dei Minori Osservanti Questuanti fu soppresso dai francesi e nel 1811 fu ceduto a privati. Nel 1853 il Ministro generale dei frati minori, padre Venanzio da Celano, approvò la fondazione di un convento-ritiro per i padri francescani missionari: da allora l'edificio fu sede dei Predicatori della Provincia Minoritica delle Stimmate.
L'edificio attuale, di proprietà della Provincia Toscana dell'Ordine dei Frati Minori, si presenta nell'aspetto dovuto alla ricostruzione postbellica.